# Félix Millet
Pour l’article ayant un titre homophone, voir Félix Milliet.
Pour les articles homonymes, voir Millet.
Félix Théodore Millet, né en 1844 à Ivoy-le-Pré (Cher) et mort en 1929, est un mécanicien français, l'un des tout premiers constructeurs de motos.

## Biographie
En 1887, Félix Millet fabrique un moteur rotatif à cinq cylindres en étoile. Il le monte d'abord dans un tricycle, puis dans la roue arrière d'un vélo en 1893, en faisant une moto. Il s'agit de la première moto multicylindre. 
En 1895, Félix Millet participe à la course Paris-Bordeaux-Paris mais ne dépasse pas Orléans.
On perd la trace de la marque vers 1900.